# مارهای زنگی کوتوله
مارهای زنگی کوتوله (نام علمی: Sistrurus) نام یک سرده از تیره گرزه‌ماران است.